# Malatinszky Csaba
Malatinszky Csaba (Kecskemét, 1957. június 11. –) magyar borász, a Malatinszky pincészet és a hozzá kapcsolódó Malatinszky Kúria tulajdonosa és vezetője.

## Szakmai életútja

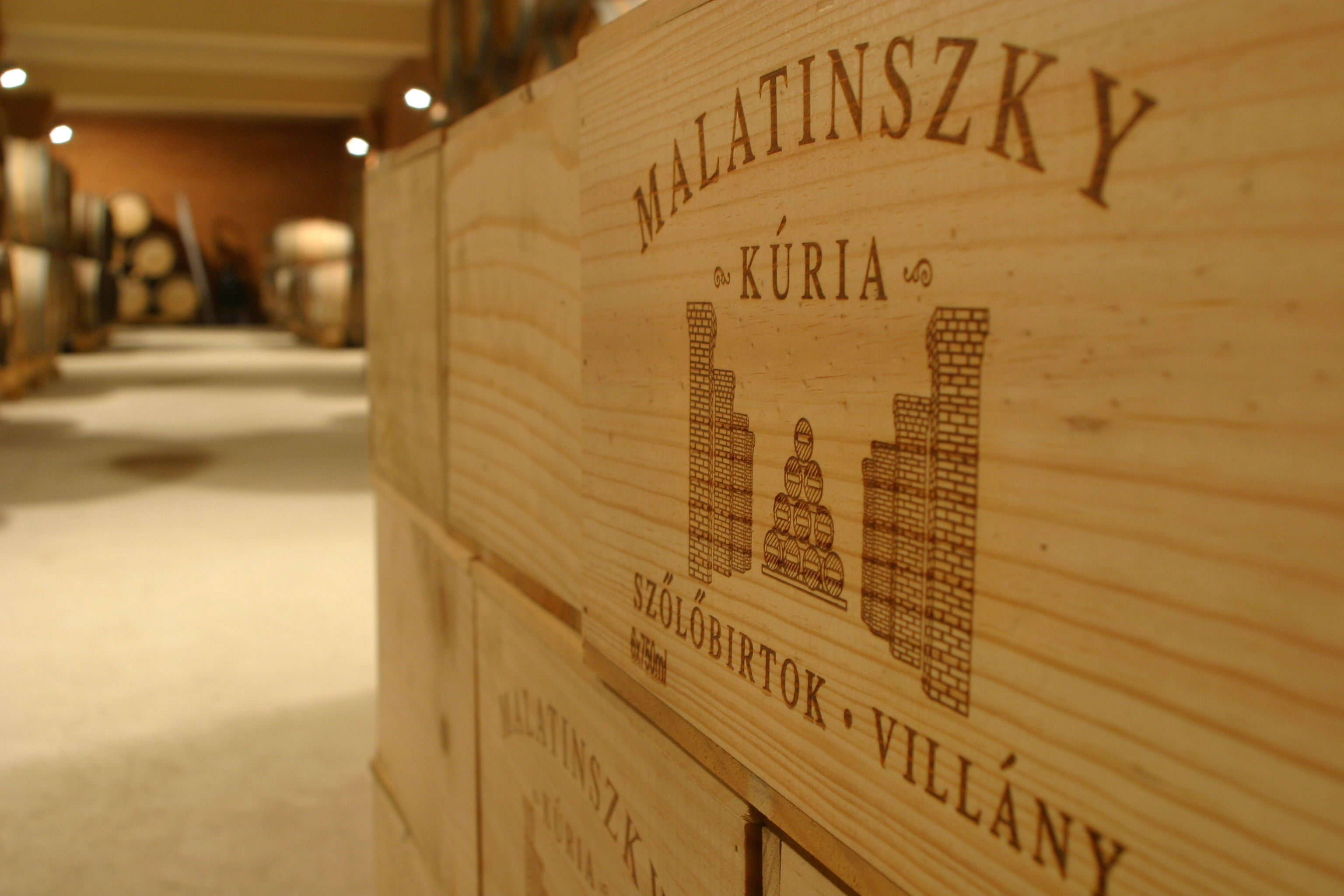
A Malatinszky borászat

A családnak a második világháború előtt húszhektáros szőlészete volt, de azt alkalmazottak üzemeltették, így Malatinszky első generációs borásznak tekinti magát. 1989-ben felsőfokú belkereskedelmi-idegenforgalmi végzettséget szerzett. A következő évtől a Petneházy Country Club éttermét vezette, majd a Gundel étterem sommelier-je lett. 1992-ben La Boutique de Vins néven borszaküzletet nyitott a budapesti József Attila utcában. 1997-ben alapította meg saját borászatát Malatinszky Kúria néven a villányi borvidéken. Itt harminc hektárnyi szőlőből évi átlagban 120 ezer palack bort termel a cég.
2002-re Malatinszky Csaba már 27 hektáron gazdálkodik és évente 90 ezer palacknyi bort forgalmaz. A távlati célok között egy 35 hektáros birtok kialakítása szerepelt, amely az új telepítések termőre fordultával évente 200-220 ezer palack jó minőségű nedű elkészítését teheti lehetővé.

## Elismerései
Cabernet Franc borai Magyarországon és nemzetközileg is elismertek. A Noblesse Cabernet Franc 2013-ban elnyerte a világ legjobb francjának járó Arany Medál díjat a londoni Decanter World Wine Awardson.

## Családja
Apja Malatinszky Antal (1923–1966), anyja Gyóni-Atkári Orsolya. Az apai nagyszülei Malatinszky András (1890–1976), jómódú kiskunfélegyházi hentesmester, és Fazekas Ilona (1894–1949) voltak. Az apai nagyapai dédszülei Malatinszky Pál (1836–1914), balástyai kisbirtokos, és Veszelka Ilona (1850–1902) voltak.
Malatinszky Csaba első feleségétől elvált; ebből a házasságából két felnőtt gyermeke van.